# Droga wojewódzka nr 383
Droga wojewódzka nr 383 (DW383) – droga wojewódzka w województwie dolnośląskim o długości 28 kilometrów łącząca Jedlinę-Zdrój z Dzierżoniowem. Droga biegnie przez powiaty wałbrzyski i dzierżoniowski. Jest drogą o szczególnych walorach widokowych – prowadzi przez Przełęcz Walimską w Górach Sowich.

## Miejscowości leżące przy trasie DW383

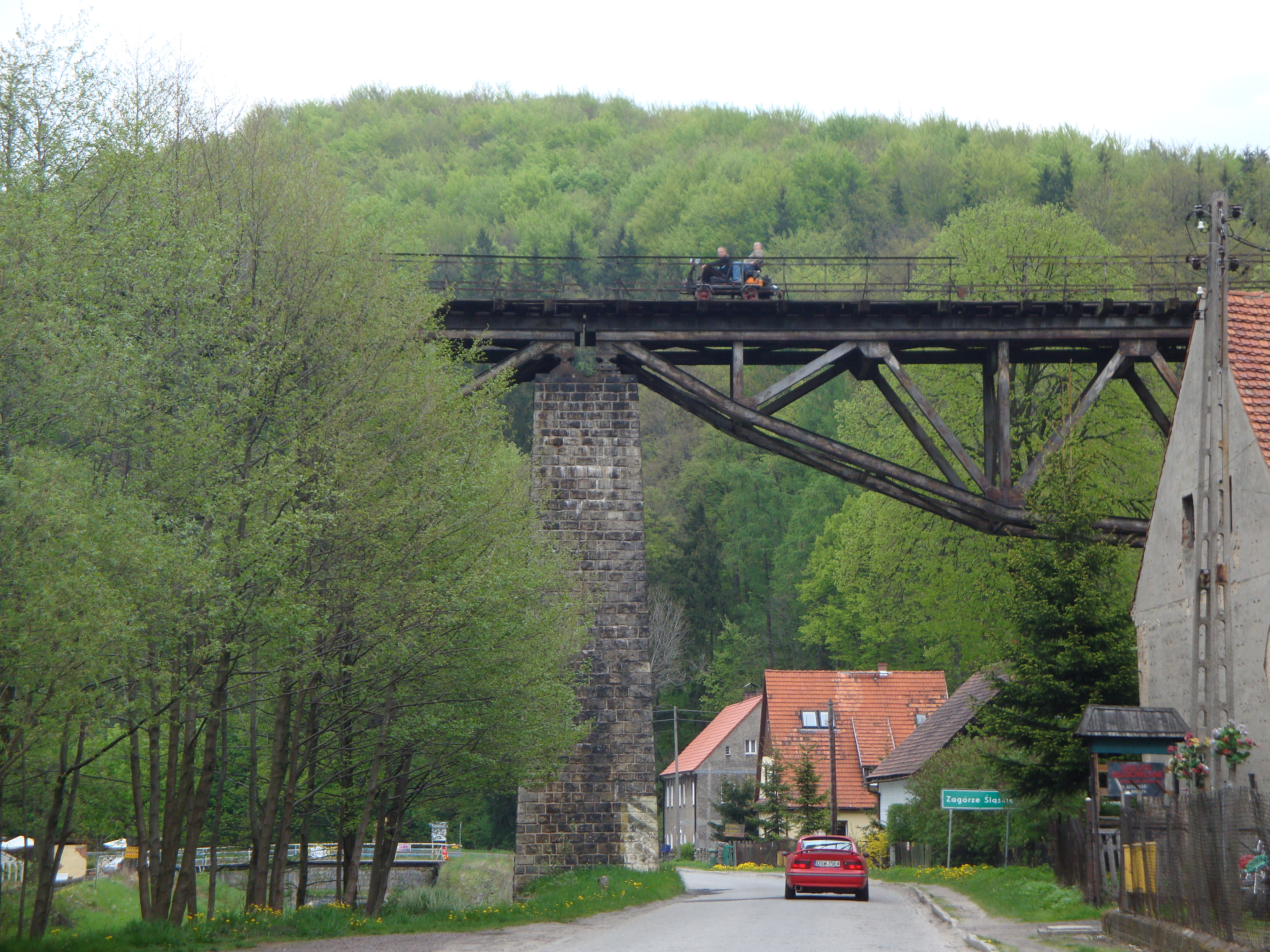
Droga w Jugowicach

- Jedlina-Zdrój
- Olszyniec
- Jugowice
- Walim
- Rościszów
- Pieszyce
- Dzierżoniów
- Droga w Jugowicach